# إيميل فيشر

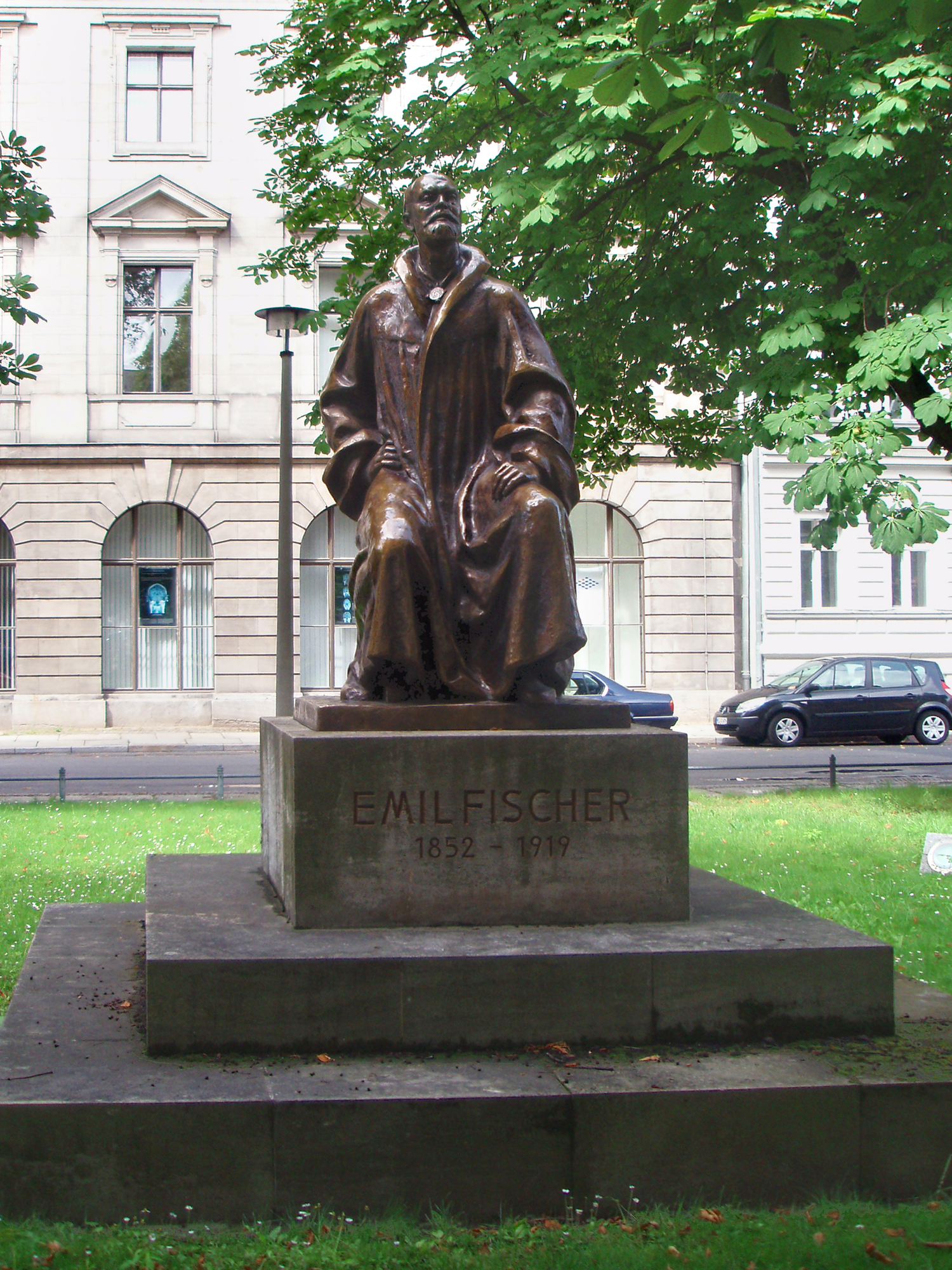
نصب تذكاري لإميل فيشر في برلين

هيرمان إميل فيشر (بالألمانية: Emil Fischer) هو كيميائي ألماني ولد في9 أكتوبر 1852 في كولونيا لرجل أعمال. توفى في 15 يوليو عام 1919. حصل على جائزة نوبل في الكيمياء سنة 1902. عُرف بتطويره لإسقاط فيشر وهو تمثيل ثنائي الأبعاد للجزيء العضوي ثلاثي الأبعاد كمسقط. يتم رسم جميع الروابط كخطوط أفقية أو عمودية. ويتم تمثيل سلسلة الكربون رأسيا, وتمثيل ذرات الكربون بمركز الخطوط المتقاطعة. كما يتم تمثيل ذرة الكربون الأولى C1 في الأعلى.
بعد إنهاء دراسته أراد درس علم الأحياء ولكن والده أجبره على العمل في الشركة العائلية.

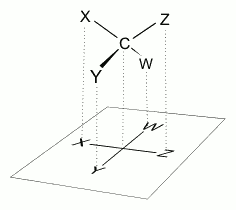
مسقط فيشر

## روابط خارجية
- هيرمان إميل فيشر على موقع الموسوعة البريطانية (الإنجليزية)
- هيرمان إميل فيشر على موقع إن إن دي بي (الإنجليزية)